# Olympische Sommerspiele 1972/Ringen – Griechisch-römischer Stil Superschwergewicht (Männer)
Das Ringen im griechisch-römischen Stil der Männer in der Klasse über 100 kg bei den Olympischen Sommerspielen 1972 wurde vom 6. bis 10. September in der Ringer-Judo-Halle auf dem Messegelände Theresienhöhe ausgetragen.

## Wettkampfformat
Die Kampfzeit war auf drei Mal drei Minuten beschränkt. Ein Ringer blieb solange im Turnier, bis er mit sechs Minuspunkten belastet war. Sobald nur noch zwei oder drei Athleten übrig waren, wurde eine Finalrunde um die Medaillen ausgetragen.
Minuspunkte wurden wie folgt verteilt:
- 0,5: Sieg durch technische Überlegenheit
- 1: Sieg nach Punkten
- 2: Unentschieden
- 2,5: Unentschieden, Passivität
- 3: Niederlage nach Punkten
- 3,5: Niederlage durch technische Überlegenheit des Gegners
- 4:  Niederlage durch Schultersieg des Gegners, Passivität, Verletzung

## Ergebnisse
Legende
- MPG – Minuspunkte Gesamt
- MPK – Minuspunkte in diesem Kampf

### Runde 1
| MPG | MPK |                  | Zeit |                     | MPK | MPG |
| --- | --- | ---------------- | ---- | ------------------- | --- | --- |
| 0   | 0   | Ištvan Semeredi  | 3:47 | Miguel Zambrano     | 4   | 4   |
| 4   | 4   | Tomomi Tsuruta   | 6:46 | József Csatári      | 0   | 0   |
| 4   | 4   | Chris Taylor     | 3:14 | Wilfried Dietrich   | 0   | 0   |
| 0   | 0   | Petr Kment       | 8:21 | Raimo Karlsson      | 4   | 4   |
| 4   | 4   | Victor Dolipschi | 7:39 | Anatoli Roschtschin | 0   | 0   |
| 4   | 4   | Edward Wojda     | 5:59 | Alexandar Tomow     | 0   | 0   |

### Runde 2
| MPG | MPK |                     | Zeit |                 | MPK | MPG |
| --- | --- | ------------------- | ---- | --------------- | --- | --- |
| 0   | 0   | Ištvan Semeredi     | 7:48 | Tomomi Tsuruta  | 4   | 8   |
| 8   | 4   | Miguel Zambrano     | 5:55 | József Csatári  | 0   | 0   |
| 8   | 4   | Chris Taylor        | 7:50 | Petr Kment      | 4   | 4   |
| 0   | 0   | Wilfried Dietrich   | 6:39 | Raimo Karlsson  | 4   | 8   |
| 4   | 0   | Victor Dolipschi    | 1:36 | Edward Wojda    | 4   | 8   |
| 1   | 1   | Anatoli Roschtschin |      | Alexandar Tomow | 3   | 3   |

### Runde 3
| MPG | MPK |                   | Zeit |                     | MPK | MPG |
| --- | --- | ----------------- | ---- | ------------------- | --- | --- |
| 4   | 4   | Ištvan Semeredi   | 5:54 | József Csatári      | 4   | 4   |
| 4   | 4   | Wilfried Dietrich | 8:10 | Victor Dolipschi    | 0   | 4   |
| 7   | 3   | Petr Kment        |      | Anatoli Roschtschin | 1   | 2   |
| 3   |     | Alexandar Tomow   |      | Freilos             |     |     |

### Runde 4
| MPG | MPK |                   | Zeit |                     | MPK | MPG |
| --- | --- | ----------------- | ---- | ------------------- | --- | --- |
| 3   | 0   | Alexandar Tomow   | 0:29 | Ištvan Semeredi     | 4   | 8   |
| 8   | 4   | József Csatári    | 6:54 | Victor Dolipschi    | 0   | 4   |
| 8   | 4   | Wilfried Dietrich | 0:00 | Anatoli Roschtschin | 0   | 0   |

### Finalrunde
Ergebnisse aus den vorherigen Runden wurden übernommen (gelb hinterlegt).
| MPG | MPK |                     | Zeit |                     | MPK | MPG |
| --- | --- | ------------------- | ---- | ------------------- | --- | --- |
|     | 4   | Victor Dolipschi    | 7:39 | Anatoli Roschtschin | 0   |     |
| 1   | 1   | Anatoli Roschtschin |      | Alexandar Tomow     | 3   |     |
| 5   | 2   | Alexandar Tomow     |      | Victor Dolipschi    | 2   | 6   |